# カウコナフア川
カウコナフア川（カウコナフアがわ、Kaukonahua Stream、Kaukonahua River)は、ハワイ諸島オアフ島にある9.9マイル（15.9キロメートル）の河川である。

## 概要
川は地点（北緯21度30分7秒 西経157度54分13秒 / 北緯21.50194度 西経157.90361度 ）の北西方向から流れ、太平洋に注ぐ。南北の支流が地点（北緯21度29分44秒 西経158度5分50秒 / 北緯21.49556度 西経158.09722度）で合流して、さらに流れてノースショア・ワイアルア近くのカイアカ湾へ注ぐ（座標 北緯21度34分47秒 西経158度7分10秒 / 北緯21.57972度 西経158.11944度座標: 北緯21度34分47秒 西経158度7分10秒 / 北緯21.57972度 西経158.11944度）。湾に注ぐ直前に南からくるもうひとつの支流と合流するので、その支流の長さも入れると28マイルとなり、ハワイ島のワイルク川を抜いて、ハワイ諸島で最長の河川になる。